# کشتی بیمارستانی پرتغال
کشتی بیمارستانی پرتغال (به انگلیسی: Russian hospital ship Portugal) یک زیردریایی است. این زیردریایی در سال ۱۸۶۶ ساخته شد.